# Deglur
Deglur es una ciudad y  municipio situada en el distrito de Nanded en el estado de Maharashtra (India). Su población es de 54493 habitantes (2011). Se encuentra a orillas del río Lendi.

## Demografía
Según el censo de 2011 la población de Deglur era de 54493 habitantes, de los cuales 17104 eran hombres y 15795 eran mujeres. Deglur tiene una tasa media de alfabetización del 79,28%, inferior a la media estatal del 82,34%: la alfabetización masculina es del 86,43%, y la alfabetización femenina del 72,01%.